# Melithaea flabellata
Melithaea flabellata is een zachte koraalsoort uit de familie Melithaeidae. De koraalsoort komt uit het geslacht Melithaea. Melithaea flabellata werd in 1870 voor het eerst wetenschappelijk beschreven door Gray. 